# Кипар на Светском првенству у атлетици на отвореном 2019.
Кипар је учествовао на 17. Светском првенству у атлетици на отвореном 2019. одржаном у Дохи од 27. септембра до 6. октобра шеснаести пут. Није учествовао 2011. године. Репрезентацију Кипра представљало је 5 атлетичара (2 мушкарца и 3 жене) који су се такмичили у 5 дисциплина (2 мушке и 3 женске).,
На овом првенству такмичари Кипра нису освојили ниједну медаљу али је оборен један национални и један лични рекорд. У табели успешности према броју и пласману такмичара који су учествовали у финалним такмичењима (првих 8 такмичара) Костарика је са 2 учесника у финалу делила 51. место са 5 бодова.
| Плас. | Земља | 1. место | 2. место | 3. место | 4. место | 5. место | 6. место | 7. место | 8. место | Бр. финал. | Бод. |
| ----- | ----- | -------- | -------- | -------- | -------- | -------- | -------- | -------- | -------- | ---------- | ---- |
| =51.  | Кипар | 0        | 0        | 0        | 0        | 1        | 0        | 0        | 1        | 2          | 5    |

## Учесници
| Мушкарци: - Милан Трајковић — 110 м препоне - Апостолос Парелис — Бацање диска | Жене: - Елени Артимата — 400 м - Дагмара Ханџлик — Маратон - Нектарија Панаји — Скок удаљ |

## Резултати

### Мушкарци
| Атлетичар         | Дисциплина    | Лични рекорд | Квалификације | Квалификације | Полуфинале    | Полуфинале | Финале       | Финале      | Детаљи |
| Атлетичар         | Дисциплина    | Лични рекорд | Резултат      | Место         | Резултат      | Место      | Резултат     | Место       | Детаљи |
| ----------------- | ------------- | ------------ | ------------- | ------------- | ------------- | ---------- | ------------ | ----------- | ------ |
| Милан Трајковић   | 110 м препоне | 13,25 НР     | 13,37 КВ, ЛРС | 2. у гр. 1    | 13,29 КВ, ЛРС | 2. у гр. 3 | 13,87        | 8 / 36 (41) |        |
| Апостолис Парелис | бацање диска  | 65,69 НР     | 64,50 кв      | 3. у гр. А    |               |            | 66,32 НР, ЛР | 5 / 32      |        |

### Жене
| Атлетичарка      | Дисциплина | Лични рекорд | Квалификације | Квалификације | Полуфинале            | Полуфинале            | Финале                | Финале             | Детаљи |
| Атлетичарка      | Дисциплина | Лични рекорд | Резултат      | Место         | Резултат              | Место                 | Резултат              | Место              | Детаљи |
| ---------------- | ---------- | ------------ | ------------- | ------------- | --------------------- | --------------------- | --------------------- | ------------------ | ------ |
| Елени Артимата   | 400 м      | 51,14        | 51,90         | 7. у гр. 2    | Није се квалификовала | Није се квалификовала | Није се квалификовала | 23 / 47 (48)       |        |
| Дагмара Ханџлик  | Маратон    | 2:34:17      |               |               |                       |                       | Није завршила трку    | Није завршила трку |        |
| Нектарија Панаји | Скок удаљ  | 6,72         | 6,21          | 15. у гр. А   |                       |                       | Није се квалификовала | 30 / 31            |        |